# Пічпандинське сільське поселення
Пічпа́ндинске сільське поселення (рос. Пичпандинское сельское поселение) — муніципальне утворення у складі Зубово-Полянського району Мордовії, Росія. Адміністративний центр та єдиний населений пункт — село Пічпанда.

## Населення
Населення — 491 особа (2019, 654 у 2010, 766 у 2002).